# 白糠線
白糠線（日语：／ Shiranuka sen */?）曾經是一條連結北海道白糠郡白糠町的白糠站至同町二股地區的北進站，屬於日本國有鐵道（國鐵）的鐵路線（地方交通線）。1980年（昭和55年）國鐵再建法實施後，獲指定為特定地方交通線廢除的第1號，在1983年（昭和58年）10月23日廢除。

## 路線資料（廢除時）
- 管轄：日本國有鐵道
- 路段（營業距離）：白糠－北進33.1公里
- 軌距：1067毫米
- 站數：7個（包括起點站。另有臨時乘降場1個）
- 複線路段：沒有（全線單線）
- 電氣化路段：沒有（全線非電氣化（日语：非電化））
- 閉塞方式：Staff閉塞式（全線一閉塞）
- 有人站：沒有（開業時的曾經終着站上茶路站在昭和40年代無人化，到廢除時是簡易委託站）

## 历史

### 开业
在白糠町北端建设连接至二股的铁路线的构想在第二次世界大战前就已经出现，并曾提出过一条自釧網本線的弟子屈站（现时的摩周站）经二股连接至池北線（后转换为北海道池北高原铁道故乡银河线，于2006年〈平成18年〉废除）的本别站的“钏胜线”。
此外，为促进甜菜种植，白糠、茶路泽共9个集落的266名农民曾于1925年（大正14年）提出请愿，要求建设一条连接白糠站和缝别的轨道线。
在第二次世界大战结束之后，白糠 - 二股 - 足寄的白糠线构想逐渐浮出水面。随着1951年（昭和26年）以白糠町为中心的沿线人士开始发起建设，足寄町、西足寄町于1952年（昭和27年）9月成立了期成会，开始向中央省庁展开申请工作。1952年，国铁对当地进行了实地测量，1953年（昭和28年）8月1日，在改正鐵道敷設法修订中，白糠线作为预定线被添加至第1条别表第147号之2“釧路國白糠至十勝國足寄至铁道”，预定连接白糠車站和池北线足寄站。此外白糠线还将和连接足寄站和新得站的北十勝線（未成線）连接，形成根室本線的旁路。此外，当时还有自本线的螺湾分出，经上足寄到达相生線的北見相生站的“阿寒线”之构想。
预定线沿线共有公私有合计64,000公顷的森林资源以及约3亿2,000万吨的高品质煤炭。当时为以煤炭年产量50万吨为目标，在5处设置煤矿进行开采，当地人口一度达到23,000人。石炭产业在战后纷纷入驻当地，大批企业在此取得矿业权，例如缝别的三菱矿业、上茶路和右股的雄别炭矿、二股的明治矿业、茶路的共同石炭，其中一部分在当时实际上已经开始生产。此外位于足寄的腹地的日本特殊矿业阿寒矿业所每年亦会生产2万吨硫磺。然而，由于以上资源如若通过公路运输，就需要支付高昂费用，这使得交通的不便对增产造成了困难。而森林资源方面，尽管开通了自足寄经螺湾、上足寄至鸟取的森林鐵路，同时亦利用马车和河流运送，但仍然出现了运输力不足的情况。因此，森林和石炭资源的开发成为興建白糠线的一大理由。此外，縮短北见和北十胜地區的农产品运输至釧路港的路程，以及足寄至螺湾规划的开拓地的运输，也同样倍受期待。
1953年（昭和28年）8月1日，白糠线被纳入预定线。1956年（昭和31年）2月24日，升格为调查线。1957年（昭和32年）4月3日，白糠线在升格为建设线后，札幌铁道工事局于同年8月10日开始对其进行测量，并于9月5日举行了起工式。然而，在用地收购过程中，札幌铁道用地工事局和白糠町当局同当地的农民团体发生了暴力冲突，而町议会也由于对立而纠纷频傳。1958年（昭和33年），白糠 - 足寄区间的76 km线路被批准升格为建設线，并于6月开工。这一建设时期的选择，亦可能考虑到了钏路煤田的失业对策。
此时，雄別炭矿亦有在白糠进行开发的计划。如果在上茶路的新坑开发得以实现，那么白糠线的建设问题便能迎刃而解。因此，时任町长馆冈正男于1963年（昭和38年）10月20日，在石炭矿业的合理化部会上通过了新坑的开发许可。位于上茶路的新坑于1964年（昭和39年）4月开坑。
在此之后的1964年10月7日，白糠线白糠站 - 上茶路站区间开业。与此同时，雄别炭矿的上茶路煤矿也正式开工，并利用白糠线运输石炭。该煤矿当时每年生产10余万吨煤炭，全部利用白糠线运输并大量运行煤炭运输列车。
运输的繁荣亦带动了地区发展。在这一时期，上茶路地区由原本仅9户的农村，一举发展为了拥有250户，人口超过600人，商店、学校、邮局、车站、公所林立的市镇。然而，将木材由河流运输转为铁道运输的计划并未实现，而是转为了利用汽车运输。

### 延伸
另一方面，上茶路站 - 钏路二股站区间在转交至日本铁道建设公团后，于1966年（昭和41年）5月11日得到工程实施计划批准的同时开工。路基工程于1968年（昭和43年）开工，到了1969年（昭和44年）时已经开始铺设轨道。1970年（昭和45年）2月6日，开业设施的设置工程的开展得到批准。在投入12亿5,400万日元的费用后，工程于同年10月30日完工。但是上茶路煤矿已于同年2月闭山，白糠线自此再無運輸煤炭的需求。此外，由于当时国铁正在致力于废除被列为赤字83線的地方线路，同时亦将开业后必然会亏损的线路拒之门外，因而建设完工的线路一时遭到闲置。
国铁方面向白糠町和鉄建公团提出，由于上茶路站尚未具备对旅客开放的条件，大量设施尚处于未完成的状态，故不可就此开业。而国铁钏路铁道管理局则表示，由于上茶路煤矿的关闭，沿线人口减少了456人，使之下降至1,510人。如若运行列车，每运行1 km就会导致741日元的亏损，即使开业也只会制造出同根北線如出一辙的不振线区。而另一方面，日本铁道建设公团札幌支社表示，根据铁道建设公团法，以国家的命令建设的铁路，即使会出现亏损，也应当开业。。白糠町同样致力于对尽早开业一事的请愿。对于在同区间运行的民间巴士（每日2对），白糠町对其发放了每年150万日元的补助金以支持其继续运行。对于完工前的纠纷问题，国铁北海道总局表示，由于铁路开业一事是国家的认可事项，因此现在运输省、国铁和铁建公团正在协商阶段。倘若决定开业，国铁亦会服从这个决定。
1970年（昭和45年）11月11日，国铁公布了上茶路 - 钏路二股（临时名）区间运行列车的营业系数预测。根据预测，这一区间的营业系数将为2,291，计划每日开行3对列车，日利用人数为56人，每年亏损998万日元，同已开业的白糠 - 上茶路的营业系数共计1,260。对于这一数据，国铁認為开业行为仅會加剧亏损，尤其是在雄别炭矿上茶路矿业所闭山的情况下，该线的重要性并不大。
在赤字83线废除被阻止后的1972年（昭和47年）7月7日，田中角榮就任日本首相，第1次田中角榮內閣成立，由北海道出身的佐佐木秀世就任運輸大臣。随后的12日，时任白糠町长千叶清访问了運輸省，向佐佐木大臣提出了将白糠线延伸至钏路二股的要求。由于谈判顺利，白糠线于14日获得批准开业。由于线路不合算，运输省并未认可国铁提出的营业申请。然而，佐佐木却以「尽管白糠线是赤字线路，但对于公益性高的线路，应当予以批准开业」为由，批准了申请。
在开业时，由于期待向北的进一步延伸，白糠线的奥茶路站和终点的钏路二股站被分别改名为「下北进站」和「北进站」。车站的整备、线路的改造、防雪栅栏等开业准备工程亦尽数推进。1972年9月8日，上茶路站 - 北进站正式开业，开行了3节编组的首发列车。一方で、同年6月19日，北海道内的札沼線部分区间废除。对此，札沼线沿线的相关人士在报纸上评论到：「将利用人数多于白糠线的札沼线废除，而将利用人数更少的白糠线延伸，实在是荒谬。」。直至开业前，白糠町的町营巴士曾在该区间运行，平均每日有17名乘客，其中5人是学生等定期利用的旅客。

### 全通计划
1957年7月，札幌工事局针对剩余的钏路二股（北进） - 足寄区间（42.3 km）在地图上进行比对并继续进行实地调查。继承了计划的日本铁道建设公团通过航空照片进行测量，于1965年1月开始选线工作。当时线路存在自二股经左股、稻牛、中足寄到达足寄，沿ルウクシュチャロ川、稻牛川的走向与经右股、螺湾、中足寄，沿コイカタホロカチョロ川、螺湾川的走向。在经过比较后，1966年（昭和41年）1月，公团决定建设后者。由于当时存在连接螺湾和北见相生的「阿寒线」的规划，因此选定后者亦有可能考虑到了同该线的连接。由于考虑到连接北见和钏路的作用，线路从足寄南端开始建设。
1967年（昭和42年）8月9日，工程实施计划得到批准，当时计划于1975年（昭和50年）全线开通，计划总工费59亿日元、桥梁94座（总长3,253m）、跨越白糠町和足寄町边界的钏胜隧道（5,200m）等隧道共8座（总长6,400m）、同国道的立体交会3处，计划设置鲤方号志站、茂螺湾站、螺湾站、中足寄站。
運輸省认为，如若白糠线全线开业，十胜、北见地区的林业资源便可运抵钏路港。此外，由于螺湾站最为接近阿寒國立公園，因而也有望成为观光线路。此外，白糠 - 足寄的全线总工程费用为78亿日元。
对足寄町内用地的收购于1968年（昭和43年）开始，而路基建设则于1969年（昭和44年）7月29日开始。到1972年（昭和47年）时，足寄 - 中足寄的部分 (4.2 km) 已经完成，足寄町内的利别川桥梁（255m）的桥墩亦已完工（于1997年撤除）。中足寄方向总长14.9 km的线路的用地也已经确保。线路预定为单线，线路等级则为丙线，最高坡度16‰，其最小曲线半径则为400m。
但是，随着沿线的煤矿关闭，当地人口急剧减少。预定连接的北十勝線计划亦被放弃，这使得白糠线不仅延伸计划陷入危机，自体的维持更成问题。最终，国铁于1972年对北进延伸停止批准预算，而延伸工程亦被中止。此时，未成区间的工程费用已经投入了21亿日元。
另外，在白糠线建设期间提供了农业用地的居民由于铁路仅仅开业十余年便关闭一事，对政府产生了不信任感。又因为每年都在赤字额上在全国名列前茅，打击了反对廢線运动，因而反对白糠线的废除的运动并未如美幸線那样强烈。在媒体的报道记载中，当地居民的反对意见也同样寥寥无几，更甚者还有居民此前从未使用过铁路，只是由于其将要废除才打算试乘一次。

### 废除
1980年（昭和55年），国铁再建法颁布，而对于特定地方交通線的选定基准判断已于1977年（昭和52年度）至1979年（昭和54年度）完成，白糠线的运输密度123人/日。因此，白糠线于1981年（昭和56年）被指定为第1次特定地方交通线。1981年时，白糠线的营业系数为2,872（即每获取100日元的收入，需要支出2,872日元）共计收入805万日元，而维持之的经费则每年需要2亿3,118万日元，每年的亏损则达到了2亿2,313万日元。亦有传言白糠町在特定地方交通線的废除基准决定时，也决定放弃援助的说法。1982年（昭和57年），白糠线的营业系数达到了3,077，位列全国第一，亏损金额则为2亿3,205万日元，运输密度则为94人/日。
原本白糠町曾因“白糠线尚未全线通车”为由，对线路废除提出了反对意见。此外，因同样原因反对废除线路的各自治体组成了「北海道特定地方交通线关系市町村协议会」，并开始就反对废除线路展开统一行动。1982年3月开始，协议会的方向改为“根据当地的情况就各线区的事物进行讨论”由于白糠线全线都位于白糠町，相对于经过多个自治体的其它线路来说更容易达成协议。因此，由于白糠线全线都同國道392号并行，并且相较于铁路，沿线集落更靠近国道等原因，同年8月31日，白糠町议会确定了将铁路转换为巴士的方针。从9月16日起，经过了长达7个月的5次会议后，全会终于于1983年3月28日就巴士转换的相关事务达成了一致。
由此，白糠线于1983年（昭和58年）10月22日，率先作为特定地方交通线废除。运行最终日当日，白糠线运行的定期列车进行了增挂，开行了2对临时列车，其中1個編組長達十節，而最後一班列車則有五節，搭載了500人。從最初開業至停駛僅有19年，距離上茶路 - 北进延伸區間开业也仅只有11年。此外，白糠线于1972年开业的延伸区间是最后一段转换为巴士的特定地方交通線，而大隅線的延伸区间开业于前一日。

### 年表
- 1964年（昭和39年）10月7日：白糠站 - 上茶路站 (25.2km) 开业[37]，新设上白糠站、茶路站、缝别站、上茶路站。
- 1972年（昭和47年）9月8日：上茶路站 - 北进站 (7.9km) 开业（仅旅客营业）[37]，新设下北进站、北进站。
- 1974年（昭和49年）7月25日：新设共荣假乘降场。
- 1978年（昭和53年）10月1日：白糠站 - 上茶路站 (25.2km) 货物营业废除[37]。
- 1981年（昭和56年）9月18日：被指定为第1次特定地方交通線。
- 1983年（昭和58年）10月23日：全線 (33.1km) 废除，转换至白糠町営巴士[37]。

## 車站列表
所有車站都位於北海道白糠郡白糠町。
| 中文站名       | 日文站名 | 英文站名 | 站間距離 | 營業距離 | 接續路線               |
| -------------- | -------- | -------- | -------- | -------- | ---------------------- |
| 白糠           |          |          | -        | 0.0      | 日本國有鐵道：根室本線 |
| 上白糠         |          |          | 6.0      | 6.0      |                        |
| 共榮臨時乘降場 |          | /        | -        | (9.5)    |                        |
| 茶路           |          |          | 5.8      | 11.8     |                        |
| 縫別           |          |          | 7.5      | 19.3     |                        |
| 上茶路         |          |          | 5.9      | 25.2     |                        |
| 下北進         |          |          | 5.5      | 30.7     |                        |
| 北進           |          |          | 2.4      | 33.1     |                        |

※臨時乘降場沒有設定營業距離。括弧內記載的是實際距離。
未成路段
北進站－鯉方信號場－茂螺灣站－螺灣站－中足寄站－足寄站 - 十胜花轮站 - 芽登站 - 北门站 - 上士幌站 - 上音更站 - 瓜幕站 - 鹿追站 - 佐幌站 - 屈足站 - 新得站
注：足寄站至新得站为北十胜线。

### 來源
1. 1 2  『北海道鉄道百年史』下 pp.18 - 19
2. 1 2 3 4 5 6  . : 25  [2023-07-18]. （原始内容存档于2023-03-20）.
3. ↑  白糠町. . 1987-10-01: 1094–1097.
4. 1 2 3  . 出版日期: 18–19  [2023-07-18]. （原始内容存档于2023-03-20）.
5. 1 2 3 4 5 6 7 8 9 10  . 鉄道ジャーナル. 1997, (201): 67.
6. ↑   (485): 128.
7. 1 2 3 4 5 6 7 8  . : 26  [2023-07-18]. （原始内容存档于2023-03-20）.
8. 1 2 3  . : 18–19  [2023-07-18]. （原始内容存档于2023-03-20）.
9. 1 2  . 白糠町. 1987年10月1日: 735–858.
10. 1 2 3  . 出版日期: 23–27  [2023-07-18]. （原始内容存档于2023-03-20）.
11. 1 2 3 4  . 日本鉄道建設公団. 1970年.
12. 1 2 3 4 5  . 北海道新聞. 1970-10-27.
13. 1 2  . : 8–9  [2023-07-18]. （原始内容存档于2023-03-20）.
14. ↑  . 北海道新聞 (北海道新聞社). 1970-11-12.
15. ↑  . 北海道新聞. 1974-07-14.
16. ↑  . 北海道新聞. 1972-07-13.
17. ↑  . 1983-10-18.
18. ↑  . 鉄道ジャーナル. 1997, (201): 65.
19. ↑  . 北海道新聞夕刊. 1972-08-03.
20. ↑  . 北海道新聞夕刊. 1972-07-14.
21. 1 2  . 北海道新聞夕刊. 1972-09-08.
22. ↑  「早々と赤字線認可 道産子の新運輸相」『朝日新聞』昭和47年（1972年）7月15日朝刊、13版、3面
23. ↑  . 北海道新聞. 1972-09-07.
24. 1 2 3 4 5 6  . 北海道新聞. 1967-08-10.
25. ↑  運輸省. . 運輸公報 (運輸省大臣官房). 1967-08-22, (928): 376  [2022-06-06]. doi:10.11501/9645941 （日语）.
26. 1 2 3 4  . 北海道新聞. 1983-10-24.
27. 1 2 3  . : 27  [2023-07-18]. （原始内容存档于2023-03-20）.
28. ↑  . : 181–182  [2023-07-18]. （原始内容存档于2023-03-20）.
29. 1 2 3 4 5 6 7 8 9  . 鉄道ジャーナル. 1997, (201): 68.
30. 1 2  青木栄一. . 鉄道ジャーナル. 1983, (202): 141.
31. ↑  . 鉄道ジャーナル 1983年10月号. 1983: 136.
32. 1 2  . 北海道新聞. 1983-08-27.
33. 1 2  . 北海道新聞. 1983-10-18.
34. 1 2 3  . 鉄道ジャーナル. 1984, (121): 67.
35. 1 2  . 北海道新聞夕刊. 1983-10-22.
36. ↑  . 鉄道ジャーナル: 129.
37. 1 2 3 4  . : 250  [2023-07-18]. （原始内容存档于2023-03-20）.

## 延伸閱讀

### 書籍
- 下. 日本国有鉄道北海道総局. 1981-03-31: 18 – 19 （日语）.
- 1 初版. JTB. 1998-10-01: 250 （日语）.
- 森口誠之. . JTBキャンブックス 初版. JTBパブリッシング. 2002-06-01. ISBN 978-4533042089 （日语）.

### 雜誌記事
- 鈴木文彦. . 鉄道ジャーナル (鉄道ジャーナル社). 1983-11, (201): 64–69 （日语）.
- 種村直樹. . 鉄道ジャーナル (鉄道ジャーナル社). 1983-12, (202): 141 （日语）.（掲載当時は匿名コラムであったが、種村は自らが執筆者であることをのちに明らかにしている）
- 千葉清. . 運輸と経済 (運輸調査局). 1983-11, 43 (11): 23–27 （日语）.
- 西科国雄. . トランスポート (運輸振興協会). 1984-3, 34 (3): 40–44 （日语）.
- 松下弘之. . 鉄道ファン (交友社). 2001-09, (485): 128–131 （日语）.
- 松永英郎. . 国鉄線 (交通協力会). 1984-04, 39 (4): 18–19 （日语）.
- . 地方行政 (時事通信社). 1972-09, (6445): 8–9 （日语）.
- . 鉄道ジャーナル (鉄道ジャーナル社). 1984-01, (203): 120–122 （日语）.